# Циклоп (тварина)
Циклоп (Cyclops) — поширений рід дрібних прісноводних щелепоногих, що складається з близько 100 видів. Назва Cyclops походить від циклопів у грецькій міфології що, як і представники роду, мали одне велике око, червоне або чорне у випадку цих тварин.
Розмір особин — від 0,5 до 5 мм, їхнє тіло поділене на дві секції. Овальна передня секція включає голову та перші п'ять черевних сегментів. Задня секція значно вужча та складається з шостого черевного сегмента та ще чотирьох сегментів позаду нього, позаду яких знаходяться хвостові відростки. Хоча це важко розглядіти, циклопи також мають п'ять пар ніг.
Розташовані спереду перші антени часто використовуються для захоплення самцями самок під час спаровування. Після цього самка носить яйця у двох невеликих мішках свого тіла. Личинки несегментовані та здатні до вільного плавання.
Циклопи поширені у прісноводних водоймах по всьому світу, інколи зустрічаються у солонуватій воді. У найбільшій кількості мешкають у водоймах із стоячою та повільно текучою водою, де вони харчуються невеликими частинками рослинного матеріалу, тварин або падаллю. Циклопи здатні переживати тривалі періоди несприятливих умов, формуючи шар слизу навколо тіла.
Людина використовує циклопів разом із дафніями та артеміями як цінний поживний корм для акваріумних та промислових риб, зокрема для вигодовування мальків.
Може бути проміжним хазяіном для деяких видів гельмінтів.